# 労農党 (1929-1931)
労農党（ろうのうとう）とは、1929年（昭和4年）11月に結成され1931年7月まで存続した日本の無産政党である。一般には1926年（大正15年）結党の旧労農党と区別して「新労農党（しんろうのうとう）」と称される。

## 概要
無産政党としては最大の党勢を誇った旧労農党が三・一五事件のあおりで結社禁止となったのち、同党の再建をめざす大山郁夫ら旧幹部により結成された左派の無産政党である。しかし結党の過程で共産党（第二次共産党）との対立が生じ、また結党後も「解消運動」で動揺するなど、左派内部の内訌に苦しんだ。このため党は左右双方からの挟み撃ちを受けることになり、無産政党としては極めて弱い力しか持つことができなかった。この結果、党内では中間派無産政党との合同論が高まり、最終的には全国労農大衆党結成に合流するかたちで解党した。

## 沿革

### 結党の経緯
1928年の三・一五事件により、旧労農党が「日本共産党の外郭団体」とみなされ結社禁止処分となったのち、党委員長であった大山郁夫らは新党組織準備会を結成し、旧労農党を継承する新しい合法無産政党の結党をめざした。ところがこの間、7月17日より開催されていたコミンテルン第6回大会において合法的な労働者・農民政党の結党を否定する決議がなされたため、当初結党を支持・支援していた共産党は10月、労農党の再建を否定する旨表明した。
この結果、同年12月22日 - 24日に開催された新しい「労働者農民党」の結成大会では、共産党は「玉砕」覚悟の方針で結党を指導したため、結成大会は当局により解散処分を受け同党は即日禁止され、新党結成はならなかった。また新党準備会自体も共産党の方針に基づき、政党結成を目的としない政治的自由獲得労農同盟（政獲同盟）に改組された。さらにこの間、旧労農党に参加していた水谷長三郎らの右派や鈴木茂三郎らの労農派（左派ではあったが「共同戦線党」論に基づき、中間派との合流および速やかな合法政党の結成を優先した）は新党準備会とは距離をとり、別党の形成に進んでいったため、旧労農党勢力は四分五裂の状態になっていた（以上の経緯については当該項目参照）。
これに対してあくまで新労農党結成をめざす大山・上村進・細迫兼光ら政獲同盟幹部は、翌1929年の四・一六事件で共産党が取り締まりを受け、一時その影響力を後退させたのちの8月8日、突如「新労農党樹立の提案」を発表した。これによって政獲同盟は大混乱に陥り、大山らは共産党（いわゆる「武装共産党」時代）に「裏切り者」と罵倒され、同盟からも除名処分を受けたが、11月1日には大山を委員長、細迫を書記長とする労農党（新労農党）の樹立にこぎつけた。

### 新労農党解消運動

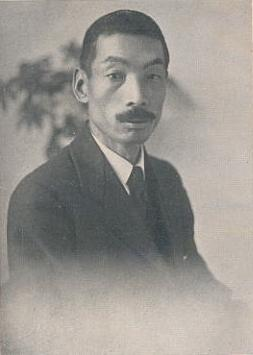
河上肇 / 新労農党の機関紙部長であったが「解消運動」の急先鋒に立ち除名された

新労農党は翌1930年の第17回衆議院議員総選挙に際して大山・河上肇らを立候補させたが、この時の選挙戦は左右から挟み撃ちにされる熾烈なものであった。特にかつて旧労農党時代に大山を「輝ける委員長」と称賛していた共産党系勢力は、手のひらを返したように大山の名前をもじって「大山師」と罵倒し、激しい誹謗中傷キャンペーンを展開した。このため新労農党からの当選者はわずか大山1名のみに止まり、得票数も（旧労農党が無産政党中最多の得票数を誇ったのに対し）全国的無産政党として最下位の80,000票のみであったように、党勢は極めて弱体であった。
さらに総選挙以前の1月、コミンテルンは公式に新労農党を否定しており、このため党内の左派は動揺し、旧労農党以来の幹部・小岩井浄を中心とした党大阪府連は8月29日に党解消決議を行い、細迫もこの動きに同調した。党は小岩井・細迫を除名処分としたが、今度は機関紙部長の河上肇との対立が発生、河上も10月に即時解体を提議し、無断で上村らと連名の解消意見書を機関紙に発表した。この結果河上らも同月中に除名され、さらに解消派の離反により党の動揺は続き、事実上の分裂状態となった。

### 中間派への合流と解党
解消運動が当初の目的としていたのは新労農党内部の左派分子を組織化しその力を強める点にあった。しかし皮肉なことに、党内では次第に左派の影響力を失わせ逆に中間派の力を増大させる結果しか生むことがなかった。こののち新労農党は、中間派の全国大衆党との合同を模索するようになり、1931年7月5日、同党との合同で全国労農大衆党が結成されたことにより解散した。
なお、現在の日本共産党は、公式党史『日本共産党の五十年』において「合法的労農政党の否定」が誤った方針であったと表明している。

## 関連文献
- 渡部徹 「労農党（新労農党）」「労農党解消運動」 『日本近現代史辞典』 東洋経済新報社、1978年
- 広川禎秀 「労農党」 『日本史大事典』第6巻 平凡社、1994年
- 高橋彦博 「労農党」「労農党解消運動」 『国史大辞典』第14巻 吉川弘文館、1993年
- 岡本宏 「労働者農民党」 『日本歴史大事典』第3巻 小学館、2001年